# Ottorino Dugini
Ottorino Dugini (Terranuova Bracciolini, 6 settembre 1914 – Arezzo, 7 dicembre 1997) è stato un allenatore di calcio e calciatore italiano, di ruolo centrocampista.

## Caratteristiche tecniche
Giocava nel ruolo di interno sinistro.

## Carriera

### Giocatore
Ha giocato in Serie A con Bari e Napoli (71 presenze e 23 reti in massima serie) e in Serie B con Palermo-Juventina e Pistoiese (43 presenze e 18 reti in cadetteria).

### Allenatore
Ha poi intrapreso la carriera di allenatore nelle serie minori.
Successivamente torna ad abitare a Prato, e per alcuni anni è istruttore delle squadre giovanili del Prato.

## Palmarès

### Allenatore

#### Competizioni nazionali
- Serie D: 2

Barletta: 1965-1966, 1971-1972